# Saison 2006 de l'équipe cycliste T-Mobile

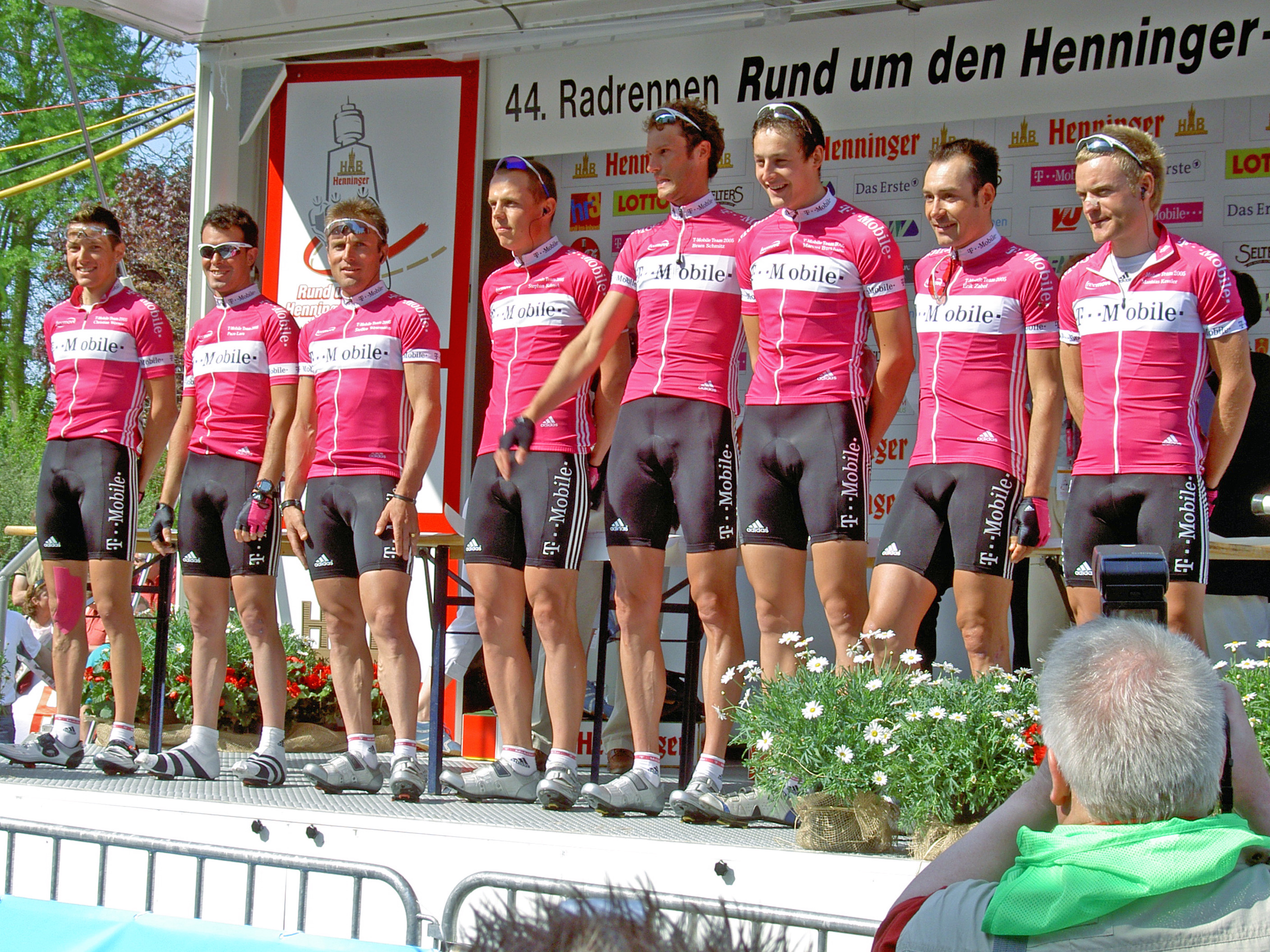
L'équipe T-Mobile au Henninger Turm 2005. On reconnait, de gauche à droite : Christian Werner, Francisco José Lara, Steffen Wesemann, Stephan Schreck, Bram Schmitz, Marcus Burghardt, Erik Zabel et Matthias Kessler

L'Équipe cycliste T-Mobile participait en 2006 au ProTour.

## Effectif
| Cycliste         | Date de naissance | Nationalité        | Équipe 2005           |
| ---------------- | ----------------- | ------------------ | --------------------- |
| Eric Baumann     | 21.03.1980        | Allemagne          |                       |
| Lorenzo Bernucci | 15.09.1979        | Italie             | Fassa Bortolo         |
| Marcus Burghardt | 30.06.1983        | Allemagne          |                       |
| Scott Davis      | 22.04.1979        | Australie          | Tenax                 |
| Linus Gerdemann  | 16.09.1982        | Allemagne          | CSC                   |
| Bastiaan Giling  | 04.11.1982        | Pays-Bas           |                       |
| André Greipel    | 16.07.1982        | Allemagne          | Wiesenhof             |
| Giuseppe Guerini | 14.02.1970        | Italie             |                       |
| Serhiy Honchar   | 03.07.1970        | Ukraine            | Domina Vacanze        |
| Sergueï Ivanov   | 05.03.1975        | Russie             |                       |
| Matthias Kessler | 16.05.1979        | Allemagne          |                       |
| Kim Kirchen      | 03.07.1978        | Luxembourg         | Fassa Bortolo         |
| Andreas Klier    | 15.01.1976        | Allemagne          |                       |
| Andreas Klöden   | 22.06.1975        | Allemagne          |                       |
| Bernhard Kohl    | 04.01.1982        | Autriche           |                       |
| André Korff      | 04.06.1973        | Allemagne          |                       |
| Jörg Ludewig     | 09.09.1975        | Allemagne          | Domina Vacanze        |
| Eddy Mazzoleni   | 29.07.1973        | Italie             | Lampre-Caffita        |
| Daniele Nardello | 02.08.1972        | Italie             |                       |
| Olaf Pollack     | 20.09.1973        | Allemagne          |                       |
| Jan Schaffrath   | 17.09.1971        | Allemagne          |                       |
| František Raboň  | 26.09.1983        | République tchèque | PSK-Whirlpool         |
| Michael Rogers   | 20.12.1979        | Australie          | Quick Step-Innergetic |
| Bram Schmitz     | 23.04.1977        | Pays-Bas           |                       |
| Stephan Schreck  | 15.07.1978        | Allemagne          |                       |
| Óscar Sevilla    | 29.09.1976        | Espagne            |                       |
| Patrik Sinkewitz | 20.10.1980        | Allemagne          | Quick Step-Innergetic |
| Jan Ullrich      | 02.12.1973        | Allemagne          |                       |
| Steffen Wesemann | 11.03.1971        | Allemagne          |                       |
| Thomas Ziegler   | 24.11.1980        | Allemagne          | Gerolsteiner          |

## Victoires
| Date       | Course                                  | Pays       | Classe | Vainqueur        |
| ---------- | --------------------------------------- | ---------- | ------ | ---------------- |
| 24/02/2006 | 6e étape du Tour de Californie          | États-Unis | 2.1    | Olaf Pollack     |
| 25/02/2006 | 7e étape du Tour de Californie          | États-Unis | 2.1    | Olaf Pollack     |
| 26/04/2006 | 1re étape du Tour de Rhénanie-Palatinat | Allemagne  | 2.1    | André Greipel    |
| 29/04/2006 | 4e étape du Tour de Rhénanie-Palatinat  | Allemagne  | 2.1    | André Greipel    |
| 18/05/2006 | 11e étape du Tour d'Italie              | Italie     | PT     | Jan Ullrich      |
| 31/05/2006 | Prologue du Tour de Luxembourg          | Luxembourg | 2.HC   | Kim Kirchen      |
| 17/06/2006 | 2e étape du Tour des Asturies           | Espagne    | 2.1    | Óscar Sevilla    |
| 18/06/2006 | 9e étape du Tour de Suisse              | Suisse     | PT     | Jan Ullrich      |
| 18/06/2006 | Classement général du Tour de Suisse    | Suisse     | PT     | Jan Ullrich      |
| 20/06/2006 | Classement général du Tour des Asturies | Espagne    | 2.1    | Óscar Sevilla    |
| 25/06/2006 | Championnat du Luxembourg sur route     | Luxembourg | CN     | Kim Kirchen      |
| 25/06/2006 | Championnat d'Autriche sur route        | Autriche   | CN     | Bernhard Kohl    |
| 04/07/2006 | 3e étape du Tour de France              | France     | PT     | Matthias Kessler |
| 08/07/2006 | 7e étape du Tour de France              | France     | PT     | Serhiy Honchar   |
| 22/07/2006 | 19e étape du Tour de France             | France     | PT     | Serhiy Honchar   |
| 05/08/2006 | 4e étape du Tour du Danemark            | Danemark   | 2.HC   | Olaf Pollack     |
| 18/08/2006 | 3e étape du Regio-Tour                  | Allemagne  | 2.1    | Michael Rogers   |
| 19/08/2006 | 4e étape du Regio-Tour                  | Allemagne  | 2.1    | Andreas Klöden   |
| 20/08/2006 | Classement général du Regio-Tour        | Allemagne  | 2.1    | Andreas Klöden   |
| 13/09/2006 | 1re étape du Drei-Länder-Tour           | Allemagne  | 2.1    | Patrik Sinkewitz |

## Classements UCI ProTour

### Individuel
| Rang | Coureur          | Points |
| ---- | ---------------- | ------ |
| 24   | Patrik Sinkewitz | 90     |
| 40   | Andreas Klöden   | 65     |
| 49   | Steffen Wesemann | 52     |
| 64   | Linus Gerdemann  | 39     |
| 70   | Bernhard Kohl    | 35     |
| 82   | Michael Rogers   | 30     |
| 100  | Serhiy Honchar   | 20     |
| 105  | Olaf Pollack     | 16     |
| 119  | Matthias Kessler | 11     |
| 126  | Sergueï Ivanov   | 9      |
| 153  | André Greipel    | 5      |
| 154  | Andreas Klier    | 5      |
| 157  | Eddy Mazzoleni   | 5      |

### Équipe
L'équipe T-Mobile a terminé à la 8e place avec 269 points.